# Port Huron Township
Port Huron Township ist eine Township im St. Clair County in Michigan in den Vereinigten Staaten. Im Jahr 2000 wohnten in der Township 8615 Personen, die Projektion des Census Bureaus für 2006 ergab 11.066 Einwohner. Die City of Port Huron grenzt an diese, ist aber administrativ selbständig.

## Geographie
Nach den Angaben des United States Census Bureaus hat der Township eine Fläche von 33,9 km², wovon 33,5 km² auf Land und 0,4 km² (= 1,37 %) auf Gewässer entfallen.

## Demographie
Zum Zeitpunkt des United States Census 2000 bewohnten die Township 8615 Personen. Die Bevölkerungsdichte betrug 257,5 Personen pro km². Es gab 3478 Wohneinheiten, durchschnittlich 269,1 pro km². Die Bevölkerung bestand zu 93,63 % aus Weißen, 3,46 % Schwarzen oder African American, 0,62 % Native American, 0,35 % Asian, 0,02 % Pacific Islander, 0,62 % gaben an, anderen Rassen anzugehören und 1,31 % nannten zwei oder mehr Rassen. 2,46 % der Bevölkerung erklärten, Hispanos oder Latinos jeglicher Rasse zu sein.
Die Bewohner der Township verteilten sich auf 3310 Haushalte, von denen in 34,2 % Kinder unter 18 Jahren lebten. 58,2 % der Haushalte stellten Verheiratete, 11,7 % hatten einen weiblichen Haushaltsvorstand ohne Ehemann und 26,2 % bildeten keine Familien. 20,6 % der Haushalte bestanden aus Einzelpersonen und in 7,3 % aller Haushalte lebte jemand im Alter von 65 Jahren oder mehr alleine. Die durchschnittliche Haushaltsgröße betrug 2,58 und die durchschnittliche Familiengröße 2,97 Personen.
Die Stadtbevölkerung verteilte sich auf 25,8 % Minderjährige, 7,7 % 18–24-Jährige, 30,4 % 25–44-Jährige, 23,6 % 45–64-Jährige und 12,5 % im Alter von 65 Jahren oder mehr. Das Durchschnittsalter betrug 37 Jahre. Auf jeweils 100 Frauen entfielen 97,3 Männer. Bei den über 18-Jährigen entfielen auf 100 Frauen 95,0 Männer.
Das mittlere Haushaltseinkommen der Township betrug 43.978 US-Dollar und das mittlere Familieneinkommen erreichte die Höhe von 50.978 US-Dollar. Das Durchschnittseinkommen der Männer betrug 44.024 US-Dollar, gegenüber 23.478 US-Dollar bei den Frauen. Das Pro-Kopf-Einkommen erreichte 21.583 US-Dollar. 7,4 % der Bevölkerung und 4,9 % der Familien hatten ein Einkommen unterhalb der Armutsgrenze, davon waren 7,9 % der Minderjährigen und 5,7 % der Altersgruppe 65 Jahre und mehr betroffen.